# Носорогая белокровка
Носорогая белокровка (лат. Channichthys rhinoceratus) — морская субантарктическая придонно-пелагическая рыба из семейства белокровковых (Channichthyidae) отряда окунеобразных. Как новый для науки вид впервые была описана в 1844 году шотландским натуралистом и ихтиологом Джоном Ричардсоном (John Richardson, 1787—1865). Научное название вида является латинизированным сложным словом (прилагательным) с греческими корнями, образованным приставкой — «rhino-» (от греч. ρινόs — нос) и «ceratus» (от греч. κέρατο — рог). Русское название вида «носорогая белокровка» (англ. unicorn icefish — единорогая ледяная рыба), как и научное латинского название, отражает наличие у рыбы хорошо развитого шипа («рога») на вершине рыла. Иногда встречающееся в литературе название «носорожья белокровка» некорректно с этимологической точки зрения, так как обозначает принадлежность какого-либо объекта к носорогу или внешнюю схожесть с ним. Кроме C. rhinoceratus род носорогих белокровок (Channichthys) включает ещё 8 эндемичных для Кергелена видов белокровных рыб.
C. rhinoceratus — крупного размера прибрежная рыба общей длиной до 61 см. Является эндемиком вод Индийского океана, омывающих острова архипелага Кергелен. Возможно также встречается у островов Хёрд и Макдональдс, а также на серии подводных поднятий — гайотов (банок), расположенных в Индоокеанском секторе Субантарктики в районе подводного хребта Кергелен.
Согласно схеме зоогеографического районирования по донным рыбам, предложенной А. П. Андрияшевым и А. В. Нееловым, указанный выше район находится в границах зоогеографического округа Кергелен-Хёрд Индоокеанской провинции Антарктической области.
Как и у других носорогих белокровок у C. rhinoceratus имеется хорошо развитый ростральный шип («рог») в передней части рыла. Для неё, как и для всех прочих белокровных рыб, также характерно отсутствие чешуи на теле (кроме боковых линий) и обладание уникальным явлением среди всех позвоночных, свойственным только 25 видам рыб этого семейства, — наличием «белой» крови, представляющей собой слегка желтоватую плазму, лишённую эритроцитов и гемоглобина. Подобное явление объясняется адаптацией предковых форм белокровковых рыб к суровым условиям Антарктики и к отрицательной температуре воды в Южном океане — вплоть до экстремальных значений, близких к точке замерзания (-1,9 °C).
Носорогая белокровка является наиболее массовым видом среди видов рода и часто встречается в качестве прилова при промысле в районе островов Кергелен щуковидной белокровки Chamsocephalus gunnari Lönnberg, 1905, больше известной под коммерческим названием «ледяная рыба».

## Характеристика носорогой белокровки

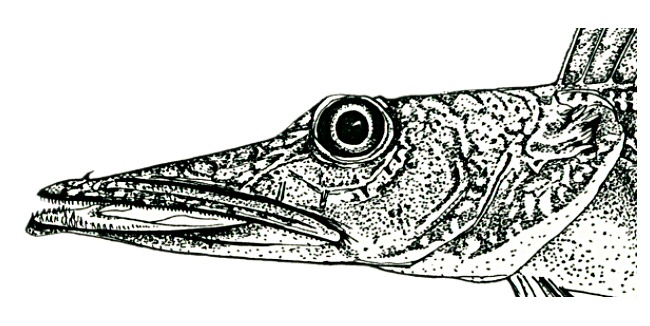
Голова C. rhinoceratus, острова Кергелен

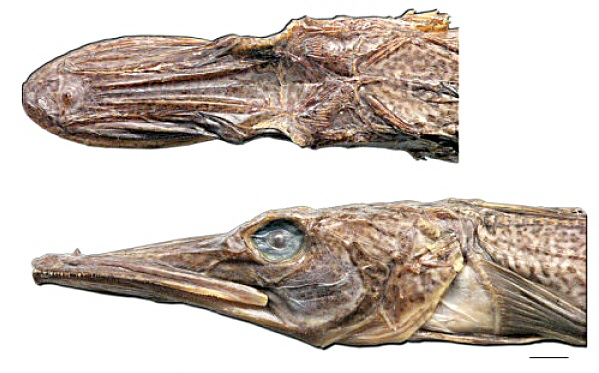
Голова C. rhinoceratus (вид сверху и сбоку)

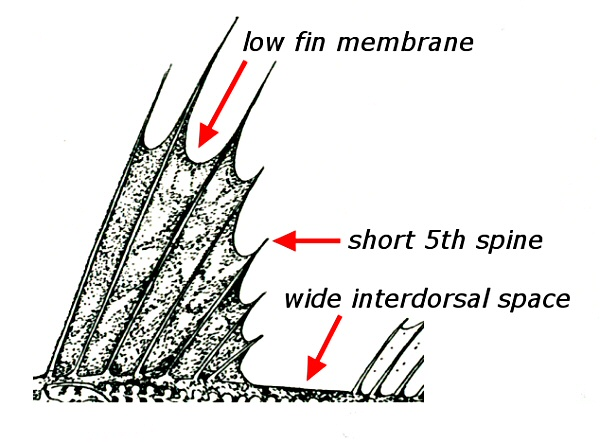
Спинные плавники C. rhinoceratus

От прочих видов рода Channichthys отличается следующим комплексом признаков. В первом спинном плавнике обычно 6—7, изредка 8 гибких колючих лучей, из которых первые 3 луча (чаще 2-й и 3-й) наибольшие; во втором спинном плавнике 33—36 лучей; в анальном плавнике 30—33 луча; в грудном плавнике 21—22 луча; в дорсальной (верхней) боковой линии 70—87 трубчатых костных членика (чешуй), в задней части медиальной (срединной) боковой линии 8—20 трубчатых костных членика (чешуй), в передней части — 0—28 прободенных округлых костных бляшек; в нижней части первой жаберной дуги 6—14 слаборазвитых тычинок, покрытых зубчиками, расположенных только во внешнем ряду (изредка 1—2 тычинки также могут встречаться на внутренней стороне в углу дуги); позвонков 56—58, из них 24—26 туловищных и 31—33 хвостовых.
Первый спинной плавник невысокий, его высота содержится 4,8—6,9 раза в стандартной длине рыбы, более или менее треугольный по форме (не трапециевидный), с очень низкой плавниковой складкой, достигающей по высоте уровня не выше 3/4 длины наибольших колючек. Первый и второй спинные плавники разделены широким междорсальным промежутком. Глаз небольшой, диаметр орбиты 15—16 % длины головы или 28—32 % длины рыла. Межглазничное пространство очень широкое (19—21 % длины головы), плоское, всегда больше диаметра орбиты. Внешние края лобных костей едва приподняты над орбитой. Задний край челюстной кости простирается назад до вертикали, проходящей через середину орбиты.
Грануляция (туберкуляция) на теле слабая, мелкие гладкие костные гранулы могут встречаться на лобных костях; отсутствует на верхней челюсти, передней части нижней челюсти, лучах жаберной перепонки и лучах брюшного плавника.
Прижизненная общая окраска рыб варьирует от светло-серо-серебристой до коричневатой. На теле имеются многочисленные неправильные тёмные пятна, образующие подобие мраморного рисунка. Низ тела белый. Лучи и плавниковая складка первого спинного плавника чёрные. Анальный плавник беловатый. Лучи грудного, второго спинного и хвостового плавников серые или черновато-серые, плавниковые складки светлые, прозрачные. Брюшные плавники сверху тёмно-серые.

## Распространение и батиметрическое распределение
Известный ареал вида охватывает прибрежные морские воды, окружающие острова Кергелен (эндемик). Относительно мелководный вид, отмеченный в донных тралах на глубинах 175—228 м.

## Размеры
Относится к группе крупных видов рода Channichthys. Самки обычно не превышают 490 мм общей длины и 449 мм стандартной длины. Самый крупный экземпляр достигал 61 см общей длины.

## Образ жизни
Ведет придонно-пелагический образ жизни. Хищник-ихтиофаг, питающийся, очевидно, судя по прогонистой (пелагической) форме тела и пелагической окраске, в придонных слоях воды и в пелагиали. В желудках рыб были обнаружены щуковидная белокровка и носорогие белокровки. Как и у других хищных видов рода у носорогой белокровки жаберные тычинки немногочисленные и расположены в одном внешнем ряду в нижней части первой жаберной дуги.
Половое созревание впервые наступает при общей длине около 35 см (32 см стандартной длины). Нерест предположительно происходит в конце лета южного полушария — в феврале—марте.